# 田村ゆかりの黒うさぎの小部屋
田村ゆかりの黒うさぎの小部屋（たむらゆかりのくろうさぎのこべや）は「田村ゆかりのいたずら黒うさぎ」（文化放送・朝日放送の2局ネット）の姉妹番組として、2003年4月3日から2007年5月2日までコナミインターネットラジオステーションdb-FMで配信されていたインターネットオリジナル番組。略称は「黒うさぎ」、「黒うさ」「小部屋」。

## パーソナリティ
- 田村ゆかり

### スタッフ
- 矢野了平　（構成作家）
- 芳井実佐子　（コナミデジタルエンタテインメント広報）[2]
- 鈴木敦子　（コナミ広報）[3]
- 高橋辰雄　（コナミトイ&ホビー プロデューサー）[4]
- 野原生好　（ソフトバンククリエイティブ）（「ゲーマガ」編集者。元ザ・プレイステーション、ドリマガ編集者）
- 米沢　（コナミ広報）[5]
- 青木美奈子　（「声優グランプリ」副編集長）[3]
- 津田　（田村ゆかりのマネージャー）

※その他のコナミ社員に玉川・田崎・岡田（女性）がいる。
※矢野・芳井・野原は埼玉県、高橋は神奈川県、鈴木・田崎は福島県出身、

## オープニング・エンディングテーマ

### オープニングテーマ
- 「Lovely Magic」 （#1〜#17/シングル『Lovely Magic』より）
- 「眠れぬ夜につかまえて」 （#18〜#27/シングル『眠れぬ夜につかまえて』より）
- 「Primary Tale」 （#28〜#51/アルバム『蒼空に揺れる蜜月の小舟。』より）
- 「夢見月のアリス」 （#52〜#76/シングル『夢見月のアリス』より）
- 「Sweet Darlin'」 （#77〜#102/シングル『Little Wish 〜lyrical step〜』より）
- 「candy smile」 （#103〜#126/シングル『恋せよ女の子』より）
- 「Cutie♥Cutie」 （#127〜#151/シングル『Spiritual Garden』より）
- 「デイジー・ブルー」 （#152〜164/アルバム『銀の旋律、記憶の水音。』より）
- 「天使のお仕事」 （#165〜169・#171〜#182/シングル『童話迷宮』より）
- 「Baby's Breath」 （#170/シングル『Baby's Breath』より）
- 「Princess Rose」 （#183〜#205/シングル『Princess Rose』より(テレビ東京系アニメ「おとぎ銃士 赤ずきん」後期OPテーマ)）

### エンディングテーマ
- 「恋歌姫」 （#1〜#17/シングル『Lovely Magic』より）
- 「お散歩しようよ」 (#18〜#27/シングル『眠れぬ夜につかまえて』より)
- 「きらら時間旅行」 （#28〜#51/アルバム『蒼空に揺れる蜜月の小舟。』より）
- 「空の向こう側に」 （#52〜#76/シングル『夢見月のアリス』より）
- 「永遠」 （#77〜#102/シングル『Little Wish 〜lyrical step〜』より）
- 「fantasia」 (#103〜#107/アルバム『琥珀の詩、ひとひら』より)
- 「心の扉」 (#108〜#112/アルバム『琥珀の詩、ひとひら』より)
- 「惑星のランデブー」 (#113〜#116/アルバム『琥珀の詩、ひとひら』より)
- 「Picnic」 (#117〜#120/アルバム『琥珀の詩、ひとひら』より)
- 「Ever-Never-Land」 (#121〜#126/アルバム『琥珀の詩、ひとひら』より)
- 「Traveling with a Sheep」 （#127〜#151/シングル『Spiritual Garden』より）
- 「優しい夜に。」  (#152〜#169・#171〜#182/アルバム『銀の旋律、記憶の水音。』より)
- 「Baby blue sky」 (#170/シングル『Love♡parade』より)
- 「プレゼント」  (#183〜#205/シングル『Princess Rose』より)

## 番組について
2003年4月3日から「いたずら黒うさぎ」と連動する形で配信開始。曜日は毎週木曜日に更新。但しゴールデンウィーク・お盆・年末年始は1 - 2週休止、木曜日が祝日にあたる時は前倒しで更新することがある。バックナンバーはなし。
初めはReal Playerによる音声のみのオンデマンド・ストリーミング放送であったが、2006年8月31日（第171回）配信分からWindows Media Playerに移行した。「小部屋でピコピコ大作戦3」では動画でゲームプレイの様子を見せる。
動画による配信希望が多く、135回から動画による配信になったが、30分程で50MBという大容量になってしまった。そのため、2006年3月9日（第147回）からは3分割で配信し、2部のみ動画配信になっている。この形式はWindows Media Playerに移行した170回（2006年8月24日配信分）以降も継続している。
基本的には「いたずら黒うさぎ」の番組色と同じメンバーで進行されているが、読まれるお便りやインターネットだけのオリジナルコーナーの存在などの違いがある。
矢野・芳井・鈴木・野原らはコナミスタッフ及び構成作家のため基本的にオープニングでリスナーへの挨拶をするという配慮は無く、いきなり普通にトークを始める。これは地上波の「いたずら黒うさぎ」の後に収録していることと、その同番組の裏話的な作りにしていることからだとみられる。つまり、リスナーが田村の部屋に呼ばれた形であるという設定から、敢えてわざとそうしているということが考えられる。最初のころは田村一人でやっていた。前述の理由からエンディングで出される「今日（今週）のお題」では名前を名乗っているのでそれが挨拶代わりと考えて差し障りはない。
2003年
- 8月21日配信分 もふもふ村スイカ収穫祭（動画配信）
- 9月25日配信分 5thシングル発売記念イベントの楽屋で収録（動画配信）

2004年
- 1月8日配信分（39回）「あけましておめでとうスペシャル」と称して書初めの模様を配信（動画配信）
- 2月26日配信分  ｢黒うさぎの小部屋 in pop'n cafe｣（動画配信）
- 8月5日配信分（69回）「夏休みスペシャル」（動画配信）
- 12月24日配信分（88回）「冬休みスペシャル」（動画配信）

2005年
- 3月31日配信分 (100回)放送100回を迎える。
- 4月28日配信分（104回） ｢GWスペシャル｣と称して普段通りの収録の様子を配信（動画配信）
- 9月29日配信分（125回）「流しそ〜めんスペシャル」（動画配信）

2006年
- 3月30日 番組公式ページのトップが3度目のリニューアル。公式サイトをリニューアルする時はURLを微妙に変更される。
- 8月24日配信分（170回）前番組「田村ゆかりのはぁとのためいき」を再現

2007年
- 3月29日配信分 放送200回を迎えるが番組内でのお祝いなどは特に無く、通常通りでの収録。
- 4月5日配信分 オープニングトークで田村が「"『黒うさぎの小部屋』へようこそ田村ゆかりです"を噛まないように家で100回練習している」と言い、矢野が「ホントですか?」の問いに「うそですよ、もちろんうそですよ。だってつらいですもん、ホントにやってると思われると。ウィキとかに書かれたら嫌ですからね」とウィキペディアの名前を出してスタッフ一同を笑わせた。
- 4月26日配信分 エンディングで田村が「その後の小部屋がどうなるかは来週聴けばぁ?」と、次の＃205で「小部屋」が最終回になることを仄めかす発言をした。
- 5月2日配信分 db-FMでの最後の放送。暫く準備期間を置いてからキングレコードにて再び配信を行うとの田村の発言があり、その後Oh!sama TVにて『喫茶 黒うさぎ〜秘密の小部屋〜』としてリニューアルした。

## 番組の流れ
基本タイムテーブル
第1部
- オープニングテーマ曲→フリートーク
- ふつおた

第2部
- 小部屋でピコピコ大作戦3[6]

第3部
- 曲（田村ゆかりの曲）
- エンディング（メール募集告知、今日のお題）

## コーナー
※ここではふつおた以外のコーナーについて説明。

### ゆかりのひとりでポプれるもん
- 田村が家庭用（PS版）の「pop'n music」、「beatmania IIDX」をクリアして極めていくというコーナー。2005年1月27日更新分が最終回。

### 小部屋でピコピコ大作戦
2005年4月21日配信分から開始。田村がコナミもしくはハドソンの旧作ファミコンをプレイするコーナー。後にタイトルは「小部屋でピコピコ大作戦3」に改題。通称「ピコ大」、「ピコピコ」。

タイトルコール後『A Rattle Samba』（「バイオミラクル ぼくってウパ」のSTAGE1-1などで使用されるBGM）が流れ、『このコーナーはゆかりが宇宙の真理を追求すべく昔懐かしのゲームをマスターしていく過程を描く愛と勇気と根性のドキュメントコーナーです』というお決まりの台詞でコーナーを説明する。ゲームをマスターしていくという口上ではあるが、実際にゲームの腕の上達を目的としているわけではなく、彼女とスタッフが楽しく遊ぶ様子をリスナーが楽しむコーナーである。彼女のゲームの腕前は、ファミコンで子供のころやったことがあると思われる作品についてはかなり上手い。一方初プレイのゲームでは苦戦することも多々あるが、何度もプレイするうちに上達したことはある。彼女とスタッフら大人数で楽しめる「ビシバシスペシャル」シリーズや「桃太郎電鉄」シリーズなどといった、ファミリー系ゲームの場合は和気あいあいとプレイする様子がほほえましい。プレイしたゲームの様子は雑誌の月刊ドリマガの「田村ゆかりのちっちゃい黒うさぎの小部屋」内（1ページ）で毎月掲載される。稀にハドソンの発売前の新作ゲームをやる場合もある。

#### 行なわれたゲーム
※2005年4月21日配信分以前
2004年12月24日配信分 冬休みスペシャル
- 沙羅曼蛇(さらまんだ)
- ロードファイター
- 火の鳥 鳳凰編 我王の冒険
- グラディウス
- バイオミラクル ぼくってウパ
- パロディウスだ!
- イー・アル・カンフー

2005年
- 沙羅曼蛇(さらまんだ) #103（4月21日配信分）〜#104（4月28日配信分）
- 魂斗羅(こんとら) #105（5月12日配信分）〜#107（5月26日配信分）
- 悪魔城伝説(あくまじょうでんせつ) #108（6月2日配信分）〜#110（6月16日配信分）
- イーアルカンフー #111（6月23日配信分）〜#113（7月7日配信分）
- ツインビー #114（7月14日配信分）〜#117（8月4日配信分）
- ハイパーオリンピック #118（8月11日配信分）
- けっきょく南極大冒険 #119（8月18日配信分）

※#120（8月25日配信分）は野原がACアダプタを忘れたためプレイなし
- 月風魔伝(げつふうまでん) #121（9月1日配信分）〜#122（9月8日配信分）
- グラディウス #123（9月15日放送分）〜#124（9月22日配信分）、#126（10月6日配信分）

※#125（9月29日配信分）は「流しそ〜めんスペシャル」（動画配信）のため休止
- コナミワイワイワールド #128（10月20日配信分）〜#131（11月10日配信分）
- パロディウスだ!(FC) #132（11月17日配信分）〜#135（12月8日配信分）
- 桃太郎電鉄15 五大ボンビー登場!の巻(PS2)#136（12月15日配信分）〜#138（12月29日配信分）[10]

2006年
- パロディウスだ!(FC) #139（1月12日配信分）
- 謎の壁 ブロックくずし #140（1月19日配信分）〜#141（1月26日配信分）
- ファルシオン #142（2月2日配信分）〜#145（2月23日配信分）

※#146は絵しりとりのため休止
- もえろツインビー シナモン博士を救え! #147（3月9日配信分）〜#153（4月20日配信分）
- 迷宮寺院ダババ #154（4月27日配信分）〜#157（5月18日配信分）
- Touch!ボンバーマンランド（NINTENDO DS） #158（5月18日配信分）〜#161（6月15日配信分）
- ツインビー3 ポコポコ大魔王 #162（6月22日配信分）〜#163（6月29日配信分）
- ボンバーマンランド3(PS2) #164（7月6日配信分）〜#170（8月24日配信分）[11]
- ビシバシスペシャル3 ステップチャンプ(PS2) #171（8月31日配信分）〜#176（10月5日配信分）
- ビシバシスペシャル2(PS) #177（10月12日配信分）〜#179（10月26日配信分）
- ときめきメモリアル2 対戦ぱずるだま(PS) #180（11月2日配信分）〜#183（11月22日配信分）[12]
- ときめきメモリアル 対戦とっかえだま(PS)#184（11月30日配信分）〜#186（12月14日配信分）
- 桃太郎電鉄16 北海道大移動の巻!(PS2)#187（12月21日配信分）〜#188（12月28日配信分）

2007年
- 桃太郎電鉄16 北海道大移動の巻!(PS2) ＃189（1月11日配信分）〜＃190（1月18日配信分）

※1月4日は年始のため休止
- 実況おしゃべりパロディウス(PS) #191（1月25日配信分）〜#196（3月1日配信分）
- 出たなツインビーヤッホー! DELUXE PACK(PS) ＃197（3月8日配信分）〜＃200（3月29日配信分）[13]
- ポイッターズポイント(PS) ＃201（4月5日配信分）〜＃205（5月2日配信分）[14]

### エンディングのお題
番組では「今日のお題」と題し、リスナーからのお題の質問に田村とスタッフ全員が回答するコーナー。エンディングの挨拶代わりにもなっている。投稿数が少ないのか常連者リスナーの質問に偏って選考されることが多く、一番多い質問は「あなたが食べたい食べ物」系シリーズが選ばれることが多い。

時たまくじ引き（番号選択制）で4〜5個の質問の中から選ぶ時もある。
2006年11月2日配信分からは全員で答えを合わせる解答方式にした後に個人の回答という形式になったが回答一致することは殆どなかった。

## その他
- 「小部屋」公式サイトの更新担当者は藤井という人が担当しており、番組内でもその名がたまに出てくる。

### ゲスト
- すわひでお（2003年7月31日、2004年3月18日配信分）

番組初期はすわひでお以外にゲストを呼んだことがあったが、2004年頃にスタッフと絡む形式に変わってからはゲストを呼ぶことは無くなった